# Pachypsylla venusta
Pachypsylla venusta är en insektsart som först beskrevs av Osten-Sacken 1861. Pachypsylla venusta ingår i släktet Pachypsylla och familjen rundbladloppor. Inga underarter finns listade i Catalogue of Life.